# جوانا كونتا
جوانا كونتا (بالإنجليزية: Johanna Konta)‏ مواليد 17 مايو 1991 في سيدني، هي لاعبة كرة مضرب أسترالية بدأت مسيرتها كمحترفة سنة 2008 تلعب باليد اليمنى وتحتل حالياً المرتبة رقم. 27 (29 فبراير 2016) في تصنيف رابطة محترفات كرة المضرب. أعلى تصنيف لها في الفردي كان المركز الـ 26 في سنة 2016.

## الخط الزمني للأداء
مفتاح
| ف | ن | ن.ن | ر.ن | د# | د.م | ل | أ.أ | ت | غ | ب | ف | ذ | م.خ | ل.ت |

(ف) فاز بالبطولة (ن) وصل النهائي (ن.ن) نصف النهائي (ر.ن) ربع النهائي (د#) الأدوار الأربعة الأولى (د.م) دور المجموعات (ل) شارك في كأس ديفيز (أ.أ) خرج من الأدوار الاولى (ت) خسر التصفيات التأهيلية (غ) غاب عن الحدث أو البطولة (ب) حصل على ميدالية برونزية (ف) حصل على ميدالية فضية (ذ) حصل على ميدالية ذهبية (م.خ) بطولة الماسترز خُفضت إلى مرتبة أقل (ل.ت) البطولة لم تعقد في السنة المعينة.
لتجنب الارتباك وازدواجية الحساب، يتم تحديث هذه المعلومات إما في نهاية البطولة، أو عندما تكون مشاركة اللاعب في البطولة قد انتهت.

### الفردي
| الدورة                        | 2012 | 2013 | 2014 | 2015 | 2016 | ف-خ | فوز % |
| ----------------------------- | ---- | ---- | ---- | ---- | ---- | --- | ----- |
| بطولة أستراليا المفتوحة للتنس | غ    | ت2   | ت2   | ت1   | ن.ن  | 5–1 | 83%   |
| دورة رولان غاروس الدولية      | غ    | ت2   | ت3   | د1   |      | 0–1 | 0%    |
| بطولة ويمبلدون                | د1   | د1   | د1   | د1   |      | 0–4 | 0%    |
| أمريكا المفتوحة               | د2   | ت1   | د1   | د4   |      | 4–3 | 57%   |
| فوز-خسارة                     | 1–2  | 0–1  | 0–2  | 3–3  | 5–1  | 9–9 | 50%   |
| تصنيف نهاية العام             | 153  | 112  | 150  | 47   |      |     |       |

## روابط خارجية
- جوانا كونتا على موقع رابطة محترفات التنس (الإنجليزية)
- جوانا كونتا على موقع الاتحاد الدولي لكرة المضرب (الإنجليزية)
- جوانا كونتا على موقع كأس بيلي جين كينغ (الإنجليزية)
- جوانا كونتا على موقع بطولة ويمبلدون (الإنجليزية)
- جوانا كونتا على موقع خلاصة التنس.كوم (الإنجليزية)
- جوانا كونتا على موقع إي إس بي إن.كوم (الإنجليزية)
- جوانا كونتا على موقع اللجنة الأولمبية الدولية (الإنجليزية)
- جوانا كونتا على موقع أوليمبيديا (الإنجليزية)
- جوانا كونتا على موقع اللجنة الأولمبية البريطانية (الإنجليزية)